# 황금의 눈
"황금의 눈"은 1966년 공개된 대한민국의 영화이다.

## 배역
- 김지미 : 여자사립탐정 역
- 박암 : 서훈 역
- 장민호
- 김희갑
- 윤일봉
- 전계현
- 김소은 : 은옥 역
- 최남현